# Вера или невера?
Вера или невера? (итал. In cosa crede chi non crede?) наслов је књиге Умберта Ека и Карла Марије Мартинија. Књига је оригинално објављена 1996. године, а састоји се од дијалога између Ека и Мартинија на тему религије.

## Синопсис
Вера или невера? садржи осам поглавља, током којих кардинал Карло Марија Мартини и Умберто Еко дискутују о различитим темама, првенствено о религији, веровању и моралу. Наслов књиге односи се на „веровања оних који не верују у Бога или религијске догмe”.

## Пријем
Критички пријем књиге био је углавном позитиван. Лос Анђелес тајмс и Далас морнинг њуз су дали позитивне критике овој књизи, а Тајмс ју је чак назвао „кратком, али изазовном књигом”.